# Djalma Campos
Djalma, właśc. Djalma Braume Manuel Abel Campos (ur. 30 maja 1987 w Luandzie) – angolski piłkarz grający na pozycji bocznego pomocnika lub napastnika. Posiada także obywatelstwo portugalskie. Syn innego piłkarza, Abela Camposa.

## Kariera klubowa
Djalma pochodzi z Luandy, ale w młodym wieku wyemigrował do Portugalii. Tam też rozpoczął karierę piłkarską w klubie GS Loures. Był też zawodnikiem młodzieżowej drużyny FC Alverca. W 2006 roku przeszedł do CS Marítimo. Początkowo grał w trzecioligowych rezerwach tego klubu, ale 5 maja 2007 roku zadebiutował w pierwszym zespole, w zremisowanym 0:0 domowym meczu Primeira Liga z Académiką Coimbra. 23 grudnia 2007 strzelił pierwszą bramkę w lidze w wygranym 2:1 wyjazdowym meczu z União Leiria. Od początku sezonu 2008/2009 Djalma występował w podstawowym składzie Marítimo.
W 2011 roku Djalma przeszedł do FC Porto. W sezonie 2011/2012 wywalczył z nim mistrzostwo Portugalii. W 2012 roku został wypożyczony do tureckiego klubu Kasımpaşa SK. Z kolei w 2013 roku odszedł na wypożyczenie do Konyasporu. W 2015 przeszedł do Gençlerbirliği. Spędził tam sezon 2015/2016, a potem przeszedł do greckiego PAOK FC.
| Sezon   | Klub                  | Kraj       | Rozgrywki          | Mecze | Bramki |
| ------- | --------------------- | ---------- | ------------------ | ----- | ------ |
| 2006/07 | CS Marítimo           | Portugalia | Primeira Liga      | 1     | 0      |
| 2006/07 | Marítimo B            | Portugalia | III. liga          | 19    | 4      |
| 2007/08 | CS Marítimo           | Portugalia | Primeira Liga      | 15    | 2      |
| 2008/09 | CS Marítimo           | Portugalia | Primeira Liga      | 26    | 5      |
| 2009/10 | CS Marítimo           | Portugalia | Primeira Liga      | 28    | 6      |
| 2010/11 | CS Marítimo           | Portugalia | Primeira Liga      | 27    | 5      |
| 2011/12 | FC Porto              | Portugalia | Primeira Liga      | 14    | 1      |
| 2012/13 | Kasımpaşa SK          | Turcja     | Süper Lig          | 22    | 3      |
| 2013/14 | Konyaspor             | Turcja     | Süper Lig          | 28    | 6      |
| 2014/15 | Konyaspor             | Turcja     | Süper Lig          | 24    | 2      |
| 2015/16 | Gençlerbirliği Ankara | Turcja     | Süper Lig          | 27    | 7      |
| 2016/17 | PAOK FC               | Grecja     | Superleague Ellada |       |        |

## Kariera reprezentacyjna
W reprezentacji Angoli Djalma zadebiutował 20 listopada 2008 roku w zremisowanym 0:0 towarzyskim spotkaniu z Wenezuelą. W 2010 roku został powołany do kadry na Puchar Narodów Afryki 2010.